# Кумертауская ТЭЦ
Кумертауская ТЭЦ — угольная тепловая электростанция (теплоэлектроцентраль), расположенная в городе Кумертау республики Башкортостан Российской Федерации. С 2016 года принадлежит ОАО «Свердловская энергогазовая компания», ранее входила в состав филиала ООО «Башкирская генерирующая компания» — дочернего общества ПАО «Интер РАО».
Кумертауская ТЭЦ поставляет электрическую энергию и мощность на оптовый рынок электрической энергии и мощности. Является основным источником тепловой энергии для системы централизованного теплоснабжения города Кумертау. Установленная электрическая мощность — 120 МВт, тепловая — 328 Гкал/час.

## История
Основана как Ермолаевская ТЭЦ. Первая очередь станции была введена в эксплуатацию в 1954 году.
В ходе реформы электроэнергетики России была выделена из состава Башкирэнерго в ООО «Башкирская генерирующая компания», вошедшее в 2012 году в периметр холдинга Интер РАО.
В 2012 году был демонтирован турбоагрегат ПТ-25-90/10, мощность станции уменьшилась на 25 МВт.
В 2016 году Башкирская генерирующая компания продала Кумертаускую ТЭЦ компании АО «Свердловская энергогазовая компания».

## Описание
Башкирская энергосистема работает в составе объединенной энергосистемы Урала. Установленная электрическая мощность Кумертауской ТЭЦ на начало 2015 года составляет 120 МВт или 2,5 % от общей мощности электростанций региона. Выработка электроэнергии в 2014 г. составила 644,3 млн кВт⋅ч.
Кумертауская ТЭЦ работает в режиме комбинированной выработки электрической и тепловой энергии. Является основным источником тепловой энергии для системы централизованного теплоснабжения города Кумертау. Установленная тепловая мощность станции — 328 Гкал/ч. В 2014 году отпуск тепловой энергии составил 520,4 тыс. Гкал, в том числе 3,8 тыс. Гкал — пар промышленным потребителям.
Тепловая схема ТЭЦ — с поперечными связями на давление свежего пара 9,0 МПа. Основное оборудование включает:
- четыре энергетических (паровых) котла Е-220-100 единичной паропроизводительностью 220 т/ч, введённых в эксплуатацию в 1970—1979 годах;
- два турбоагрегата типа ПТ-60-90/13 единичной мощностью 60 МВт (станционные номера 5 и 6, введены в эксплуатацию в 1965 и 1970 годах соответственно).

В качестве основного топлива используется магистральный природный газ и бурый уголь. Кумертауская ТЭЦ является единственной угольной электростанцией Башкирии и единственным потребителем бурого угля, добываемого ОАО «Оренбургуголь».